# Église Notre-Dame de Laeken
Pour l'ancienne église voir Église Notre-Dame de Laeken (XIIIe siècle)
Pour les articles homonymes, voir Laeken (homonymie).
L'église Notre-Dame (en néerlandais : Onze-Lieve-Vrouwekerk) est une église néo-gothique du XIXe siècle, se trouvant à l’extrémité de l’avenue de la Reine à Laeken. Construite à l'initiative de Léopold Ier pour y recevoir la dépouille mortelle de sa femme la reine Louise-Marie d'Orléans, elle abrite la crypte royale et sert depuis lors de nécropole à la famille royale belge. C'est l'une des quatre paroisses de l'Unité pastorale Joseph Cardijn. 

## Histoire

### Première église
On ne peut que conjecturer l'origine de l'ancienne église Notre-Dame de Laeken qui était peut-être déjà un domaine à l'époque carolingienne. Ainsi selon un érudit du XVe siècle, elle aurait été consacrée par le pape Léon III (pape de 795 à 816) qui y serait passé en compagnie de l'empereur Charlemagne. Un autre érudit, Quentin Hennin, curé de Laeken au XVIe siècle, affirme qu'elle aurait été fondée par deux vierges qui l'édifièrent à la mémoire de leur frère, duc de Germanie, mort en livrant bataille aux infidèles «à la vue de Bruxelles». Si les auteurs contemporains trouvent la première de ces histoires plus vraisemblable, elle n'en demeure pas moins invérifiable. 
Il est certain qu'il y avait au XIIIe siècle une église gothique au centre du village de Laeken. Une curieuse légende est liée à sa construction. Chaque matin, les ouvriers qui avaient commencé à en bâtir les fondations, trouvaient leur travail de la veille détruit. Le quatrième jour, ils se dissimulèrent pour surprendre les responsables. Ils se retrouvèrent face à la Vierge Marie, Sainte Barbe et Sainte Catherine. La Vierge laissa sur place un fil indiquant l'orientation et les dimensions à donner à l'oratoire. En 1633, ce fil, qui faisait l'objet d'une vénération et auquel on attribuait des pouvoirs miraculeux, fut dérobé. Outre ce fil, on vénérait dans ce sanctuaire une statue de Notre-Dame à laquelle la tradition et de nombreuses légendes attribuaient également un pouvoir miraculeux. 
Au XVIIe siècle, le parrainage actif de l'archiduchesse Isabelle ajoute à la notoriété de l’endroit et font de l’église un lieu de pèlerinages assidus.  Elle organisait des grandes processions pédestres qui partaient de la cathédrale de Bruxelles et qui aboutissaient à l'église de Laeken.  Elle se reposait alors au château de Coensborgh, drève Sainte-Anne, avant de rentrer en « voiture ». Des illustrations d’époque montrent l’église surmontée d’une tour centrale carrée, prolongée d’un côté d’une chapelle dédiée à Sainte Barbe et déjà entourée d’un petit cimetière.
À partir de 1781, les derniers gouverneurs des Pays-Bas autrichiens, Marie-Christine d'Autriche et Albert de Saxe-Teschen font construire à proximité de l’église de Laeken le château de Schoonenberg (ou de Beaumont) qui leur sert de résidence d’été. Le château devient plus tard propriété de Napoléon Ier, puis de Guillaume d’Orange qui l’agrandit. Léopold Ier, le premier roi des Belges, le choisit comme résidence privée. Sous le nom de château de Laeken, c'est encore aujourd’hui la résidence des souverains belges.

### Nouvelle église

#### Histoire
Bien que morte à Ostende (1850), Louise-Marie d'Orléans souhaitait être enterrée à Laeken. Son corps reposa quelques années dans l’ancienne église de Laeken. Pour honorer la mémoire de son épouse, Léopold Ier conçut le projet d’une nouvelle et grande église de Laeken. Par un arrêté royal du 14 octobre 1850, le gouvernement autorisa la construction de l'édifice et organisa un concours, dont le règlement stipulait que l'église devait pouvoir contenir 2 000 personnes  et que son prix ne devait pas excéder 800 000 francs. En 1852, le jury retint un des projets présentés par un certain Paul Du Bois, pseudonyme de Joseph Poelaert, alors jeune architecte de 34 ans. Le projet initialement retenu était un édifice assez simple en briques avec des bandeaux en pierre et dont la façade était surmontée d'une seule flèche couverte d'ardoises. En 1853, le jury  proposa de modifier le projet dans le sens d'une plus grande monumentalité, avec une façade néogothique dotée de trois flèches. Ceci entraînait un dépassement du budget initial, qui fut le premier d'une longue série. En 1854, Léopold Ier posa lui-même la première pierre du nouvel édifice. En 1865, Poelaert, absorbé par le projet du palais de justice de Bruxelles depuis 1862, prétexta des problèmes de santé et abandonna la direction des travaux. Plusieurs architectes lui succédèrent : Auguste Payen, Antoine Trappeniers, Louis de Curte et Alphonse Groothaert. 

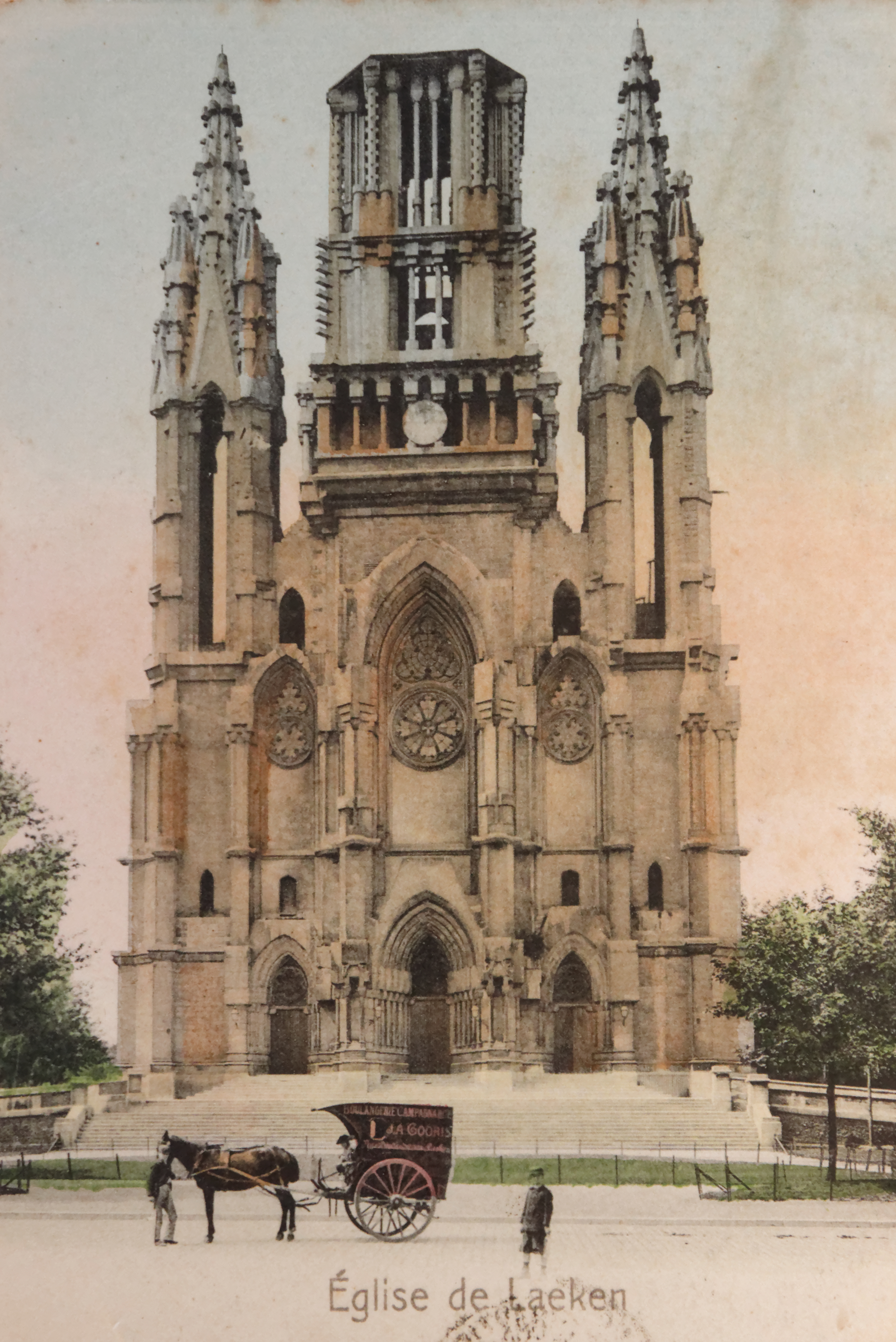
L'église avant les travaux de 1909-1911

Le bâtiment est monumental et bien que consacré en 1872, hormis des travaux d'entretien et de consolidation, son achèvement ne fut repris qu'après une longue interruption. Ce fut Léopold II, soucieux de l’embellissement des lieux, qui, en 1896, relança le projet toujours compromis par le manque de crédits. En 1902, comme le bâtiment continuait à se délabrer, un architecte de Munich, le baron Heinrich von Schmidt, fut chargé de procéder à un examen général de son état. En 1907, le gouvernement approuva son projet d'achèvement de la façade principale, des porches monumentaux et de la tour centrale. Ces travaux furent réalisés de 1909 à 1911. 
L'inachèvement des sculptures de la tour et des façades se traduit par l'existence en saillies de gros blocs disposés de façon répétitive qui étaient destinés à être sculptés sur place selon l'usage traditionnel, ce qui ne fut jamais fait. Dès 1886, un rapport du ministre de l'agriculture à la Commission royale des Monuments en fait le constat désolant : «Si le monument devait être achevé dans le style riche  et travaillé de Poelaert, il faudrait encore plusieurs millions. [...] Il fallut donc interrompre les travaux, non seulement pour limiter les dépenses - en évitant par exemple un excès d'ornementation -, mais aussi, parce que la pierre étant très tendre, il fallait être très sobre dans les détails.».
Lors de la restauration commencée en 2003, rendue nécessaire par la dégradation de la pierre due à la pollution, le bureau d'architecture MA² - Metzger et Associés Architecture, spécialiste des interventions dans les édifices traditionnels, n'a pu que conseiller de ne pas toucher à cet aspect particulier de l'édifice, le vieillissement de la pierre interdisant toute sculpture au risque d'entraîner des dégâts aux conséquences irréversibles. On s'est borné à traiter les parties extérieures de l'église contre les pluies acides et, dès lors, ces formes cubiques dans une architecture gothique ou tout est sculpté en formes traditionnelles, notamment végétales, apparaissent comme une curiosité que l'habitude a consacrée au point que beaucoup croient qu'il s'agit d'une interprétation moderniste voulue du style gothique.

#### Description
Comme on voulait, pour des raisons urbanistiques, que la façade principale de l'église soit orientée vers le centre de Bruxelles, le chœur n'est pas orienté vers l'est, comme c'est le cas en général, mais vers le nord-est.

## Curiosités

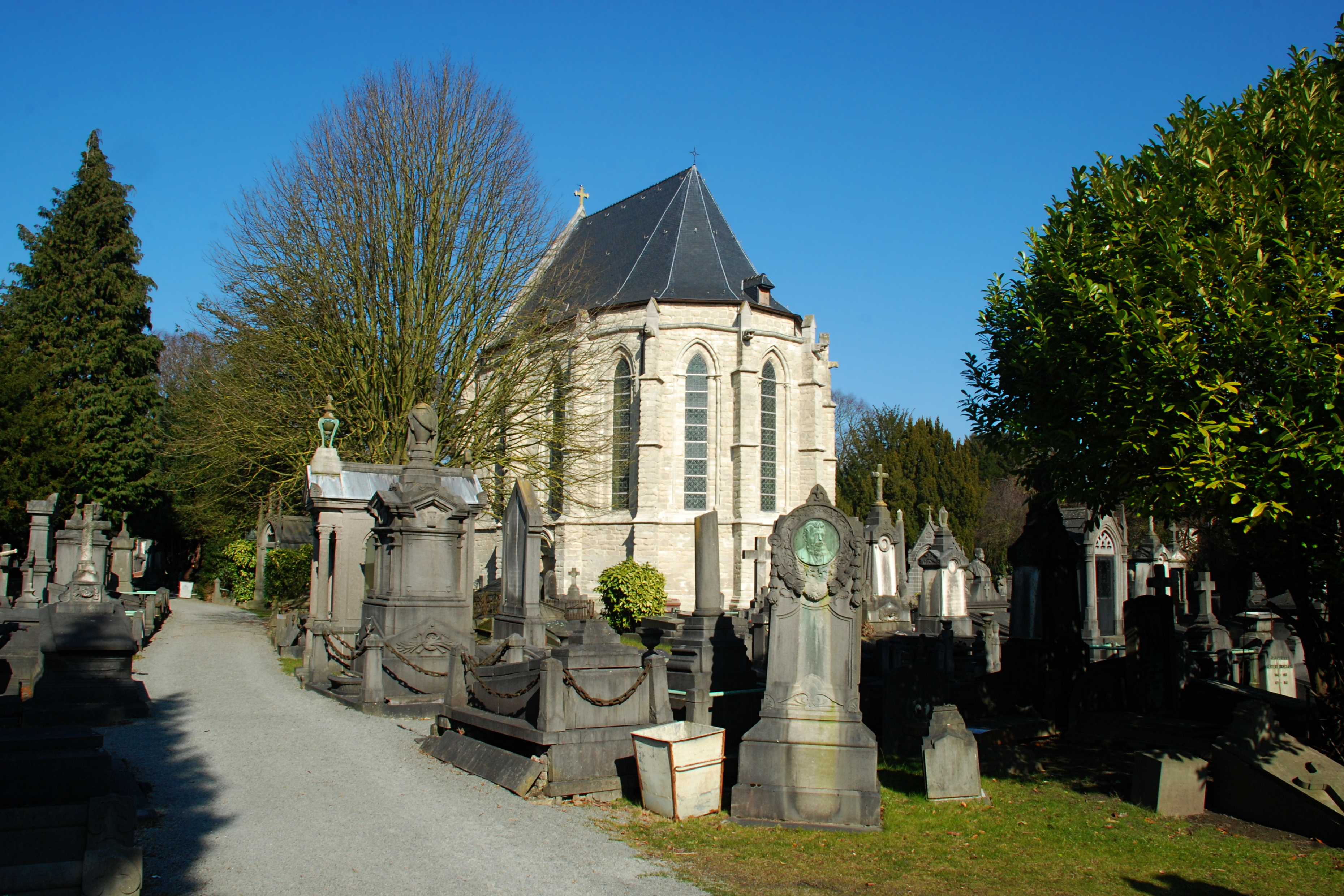
Le chœur de l'ancienne église Notre-Dame de Laeken au centre du cimetière.

- La très ancienne statue de la Vierge Marie (XIIIe siècle) qui se trouvait dans l’ancienne église a trouvé sa place dans la nouvelle église Notre-Dame.
- Sous une chapelle octogonale derrière l’abside de l’église se trouve la crypte royale. Tous les souverains de Belgique, et membres proches de la famille royale, décédés depuis 1850 y sont enterrés.

- Même si l’ancienne église, vu son état avancé de délabrement, fut démolie en 1894 son chœur fut préservé et survécut comme chapelle au centre du cimetière attenant à la nouvelle église.
- Le cimetière de Laeken
- Le cardinal Joseph Cardijn, qui, comme jeune vicaire à Laeken (1912) y posa les fondements de la Jeunesse ouvrière chrétienne (JOC), est enterré dans l’église Notre-Dame.

## Accessibilité
| ___ | Ce site est desservi par la station de métro : Bockstael. |